# Chester Conklin
Chester Conklin (Oskaloosa, Iowa, 11 de gener de 1886 - Van Nuys, Califòrnia, 11 d'octubre de 1971) va ser un actor estatunidenc conegut sobretot pels seus papers còmics en pel·lícules mudes.

## Biografia
La seva mare va morir a conseqüència de cremar-se el seu vestit després de ser ruixat amb querosè. Encara que es va acusar el seu pare, no va ser condemnat. Chester va fugir de casa i va fer diferents feines. Es va iniciar en una companyia de teatre de Nebraska i després es va convertir en un còmic de vodevil i posteriorment en pallasso del circ de Al G. Barnes. El 1913 va ser contractat per la Keystone de Mack Sennett com a extra companyia que va abandonar de seguida per fer papers secundaris en les comèdies de la Majestic. A finals de 1913, ja amb una bona experiència, va ser contractat de nou per la Keystone per formar part dels Keystone Cops, o cap el 1917, caracteritzat de nou amb el seu clàssic bigoti de morsa per interpretar el malvat Walrus que s'enfrontava a Ambrose, interpretat per Mack Swain. També apareix en altres pel·lícules com Between Showers (1914) o Tillie's Punctured Romance (1914) al costat de Mabel Normand i Charles Chaplin fent diferents papers. A la Keystone apareix amb Chaplin en 14 pel·lícules. Un altre personatge clàssic d'aquella època era el de cowboy estrafolari en paròdies del gènere del western.
El 1919 va deixar la Keystone per signar amb la Fox on fins al 1923 va actuar en moltes pel·lícules com per exemple Fresh from the City (1920) sense arribar a tenir l'èxit obtingut quan era a la Keystone. Conklin va participar en diferents sèries de comèdies com les Punch Comedies (1921) amb Louise Fazenda o les Blue Ribbon Comedies produïdes perJoe Rock (1925-26). De 1930 a 1931 interpreta per a la Paramount un seguit de comèdies titulades Chester Conklin Comedies. Entre els anys 30 i 40 apareix en molts curts de la Columbia protagonitzats per Harry Langdon, Charley Chase i altres. Va alternar-ho amb pel·lícules importants com per exemple Greed (1923) d'Eric von Stroheim, Anna Christie (1923), Temps moderns (1931) o El gran dictador (1941) on Chaplin l'afaitava al ritme de la dansa húngara núm 5.
A partir dels anys 50 quasi no va participar en cap pel·lícula i a la dècada següent va viure a la Motion Picture Country Home and Hospital, on va conéixer la seva darrera dona, June Gunther. Chester Conklin va morir la tardor de 1971 a Van Nuys, Califòrnia, als 85 anys.

## Filmografia parcial
- Making a Living (1914)
- Mabel's Strange Predicament (1914)
- Tillie's Punctured Romance (1914)
- Between Showers (1914)
- Those Love Pangs (1914)
- Dough and Dynamite (1914)
- Gentlemen of Nerve (1914)
- Some Nerve (1914)
- Mabel at the Wheel (1914)
- Twenty Minutes of Love (1914)
- Caught in a Cabaret (1914)
- The Masquerader (1914)
- Mabel's New Job (1914)
- Mabel's Busy Day (1914)
- Hello, Mabel (1914)
- The Property Man (1914)
- The Battle of Ambrose and Walrus (1915)
- Ambrose's Sour Grapes (1915)
- Dizzy Heights and Daring Hearts (1916)
- Chase Me Charlie (1918)
- Yankee Doodle in Berlin  (1919)
- Fresh from the City (1920)
- Skirts (1921)
- Anna Christie (1923)
- Desire (1923)
- Souls for Sale (1923)
- Tea--With a Kick (1923)
- North of Nevada (1924)
- Another Man's Wife (1924)
- The Fire Patrol (1924)
- Galloping Fish (1924)
- Battling Bunyon (1925)
- The Great Jewel Robbery (1925)
- The Great Love (1925)
- Avarícia (Greed) (1925)
- Makers of Men (1925)
- The Masked Bride (1925)
- My Neighbor's Wife (1925)
- One Year To Live (1925)
- The Phantom of the Opera (1925)
- The Pleasure Buyers (1925)
- Under the Rouge (1925)
- Where Was I? (1925)
- The Winding Stair (1925)
- A Woman of the World (1925)
- Behind the Front (1926)
- The Duchess of Buffalo (1926)
- Fascinating Youth (1926)
- The Lady of the Harem (1926)
- Midnight Lovers (1926)
- The Nervous Wreck (1926)
- Say It Again (1926)
- A Social Celebrity (1926)
- We're in the Navy Now (1926)
- The Wilderness Woman (1926)
- McFadden's Flats (1927)
- Cabaret (1927)
- A Kiss in a Taxi (1927)
- Rubber Heels (1927)
- Tell It to Sweeney (1927)
- Two Flaming Youths (1927)
- Fools for Luck (1928)
- Gentlemen Prefer Blondes (1928)
- The Haunted House (1928)
- Taxi 13 (1928)
- Tillie's Punctured Romance (1928)
- Varsity (1928)
- The Big Noise (1928)
- Fast Company (1929)
- The House of Horror (1929)
- The Show of Shows (1929)
- Stairs of Sand (1929)
- The Studio Murder Mystery (1929)
- Sunset Pass (1929)
- El virginià (The Virginian) (1929)
- Marquis Preferred (1929)
- The Love Trader (1930)
- Swing High (1930)
- Her Majesty Love (1931)
- Stout Hearts and Willing Hands (1931)
- Hallelujah I'm a Bum (1933)
- The Preview Murder Mystery (1936)
- Modern Times (1936)
- Call of the Prairie (1936)
- Forlorn River (1937)
- Hotel Haywire (1937)
- Every Day's a Holiday (1938)
- Zenobia (1939)
- Hollywood Cavalcade (1939)
- Henry Goes Arizona (1939)
- Li'l Abner (1940)
- Harmon of Michigan (1941)
- Here Comes Mr. Jordan (1941)
- Jesse James at Bay (1941)
- Prairie Stranger (1941)
- Sweetheart of the Campus (1941)
- Honolulu Lu (1941)
- The Great Dictator (1941)
- Sullivan's Travels (1942)
- M'he casat amb una bruixa (I Married a Witch) (1942)
- Mrs. Wiggs of the Cabbage Patch (1942)
- The Palm Beach Story (1942)
- The Remarkable Andrew (1942)
- Romance on the Range (1942)
- Sons of the Pioneers (1942)
- Valley of the Sun (1942)
- X Marks the Spot (1942)
- Riders of the Rio Grande (1943)
- Sagebrush Law (1943)
- The Avenging Rider (1943)
- Visca l'heroi victoriós (Hail the Conquering Hero) (1944)
- The Great Moment (1944)
- Goodnight, Sweetheart (1944)
- Around the World (1944)
- Knickerbocker Holiday (1944)
- Man from Frisco (1944)
- The Miracle of Morgan's Creek (1944)
- Sunday Dinner for a Soldier (1944)
- The Yellow Rose of Texas (1944)
- The Adventures of Mark Twain (1944)
- Bud Abbott and Lou Costello in Hollywood (1945)
- Betrayal from the East (1945)
- A Guy, a Gal, and a Pal (1945)
- Having Wonderful Crime (1945)
- Fear (1946)
- The Hoodlum Saint (1946)
- Little Giant (1946)
- She Wrote the Book (1946)
- Singin' in the Corn (1946)
- Two Sisters from Boston (1946)
- Fig Leaf for Eve (1946)
- Merton of the Movies (1947)
- Les proeses de Paulina (The Perils of Pauline) (1947)
- The Son of Rusty (1947)
- Song of Scheherazade (1947)
- Song of the Wasteland (1947)
- Springtime in the Sierras (1947)
- The Trouble with Women (1947)
- Isn't It Romantic (1948)
- The Wreck of the Hesperus (1948)
- The Beautiful Blonde from Bashful Bend (1949)
- Brimstone (1949)
- The Golden Stallion (1949)
- Jiggs and Maggie in Jackpot Jitters (1949)
- Knock on Any Door (1949)
- Fancy Pants (1950)
- The Good Humor Man (1950)
- Joe Palooka in Humphrey Takes a Chance (1950)
- Let's Dance (1950)
- The Milkman (1950)
- Never a Dull Moment (1950)
- Shakedown (1950)
- My Favorite Spy (1951)
- Son of Paleface (1952)
- Apache Woman (1955)
- The Beast with a Million Eyes (1956)
- When Comedy Was King (1960)
- Paradise Alley (1962)
- A Big Hand for the Little Lady (1966)